# Município de Harrison (condado de Van Wert, Ohio)
O município de Harrison (em inglês: Harrison Township) é um município localizado no condado de Van Wert no estado estadounidense de Ohio. No ano de 2010 tinha uma população de 1.039 habitantes e uma densidade populacional de 11,14 pessoas por km².

## Geografia
O município de Harrison encontra-se localizado nas coordenadas 40° 51′ 55″ N, 84° 43′ 55″ O. Segundo a Departamento do Censo dos Estados Unidos, o município tem uma superfície total de 93.26 km², da qual 93,19 km² correspondem a terra firme e (0,07 %) 0,07 km² é água.

## Demografia
Segundo o censo de 2010, tinha 1.039 pessoas residindo no município de Harrison. A densidade populacional era de 11,14 hab./km².